# Balranald
Balranald liegt am Sturt Highway am Murrumbidgee River, 553 Kilometer östlich von Adelaide und 643 Kilometer westlich von Canberra. Im Ort in New South Wales leben 1100 Einwohner.
Balranald gilt als das Tor zum Mungo National Park, der etwa 150 Kilometer entfernt liegt. In diesem Park, der als einer der ersten Nationalparks in Australien in das Weltkulturerbe aufgenommen wurde, fanden Geologen die beiden ältesten menschlichen Skelette Australiens, den Mungo Man und die Mungo Lady mit einem Alter von 40.000 Jahren.
Als der Entdecker Thomas Livingstone Mitchell das Gebiet 1836 erkundete, berichtete er über die gute Bodenqualität, worauf sich Siedler in dieser Gegend niederließen und Balranald im Jahre 1851 als Stadt gründeten. Der Ort hat den Ruf die besten Fischfanggründe an Australiens Flüssen zu haben. Fünf Flüsse können im Umkreis von etwa 30 Kilometer entfernt erreicht werden. In Balranald befindet sich einer Art Gallery in einer 120 Jahre alten Freimaurerloge und der Greenham Park. Ende Oktober findet alle 2 Jahre das Balranald Outback Festival statt.
Balranald lebt von der Schafs- und Rinderzucht, Holzwirtschaft und Bergbau sowie vom Tourismus.